# Rhaphidostegium chiquitanum
Rhaphidostegium chiquitanum är en bladmossart som beskrevs av Theodor Carl Karl Julius Herzog 1909. Rhaphidostegium chiquitanum ingår i släktet Rhaphidostegium och familjen Sematophyllaceae. Inga underarter finns listade i Catalogue of Life.